# Македония и Българското възраждане
„Македония и Българското възраждане през XVIII век“ e капитален научен труд на Симеон Радев. Излиза от печат за пръв път в 1918 година на френски език под заглавието „La Macédonie et la renaissance bulgare au XIX siècle“. В 1927 година книгата е преведена на български език и излиза с името „Македония и Българското възраждане“, издадена от Македонския научен институт. Симеон Радев разглежда в труда си българското самосъзнание в Македония, ролята на Българската екзархия и цели да изясни, че сръбската пропаганда за народността на славяните в Македония е измама.
Самият Симеон Радев коментира:
| „ | Разбрах от разказите на младите български дейци в Македония, които водиха борбата против сръбското владичество, че тази моя книга е стигнала до тях по тайни пътища и не била без полза както за тяхното вдъхновение, тъй и за опровержението на лъжите, разпространявани от Белград относно македонското минало. | “ |